# Gustav Adolph Linke

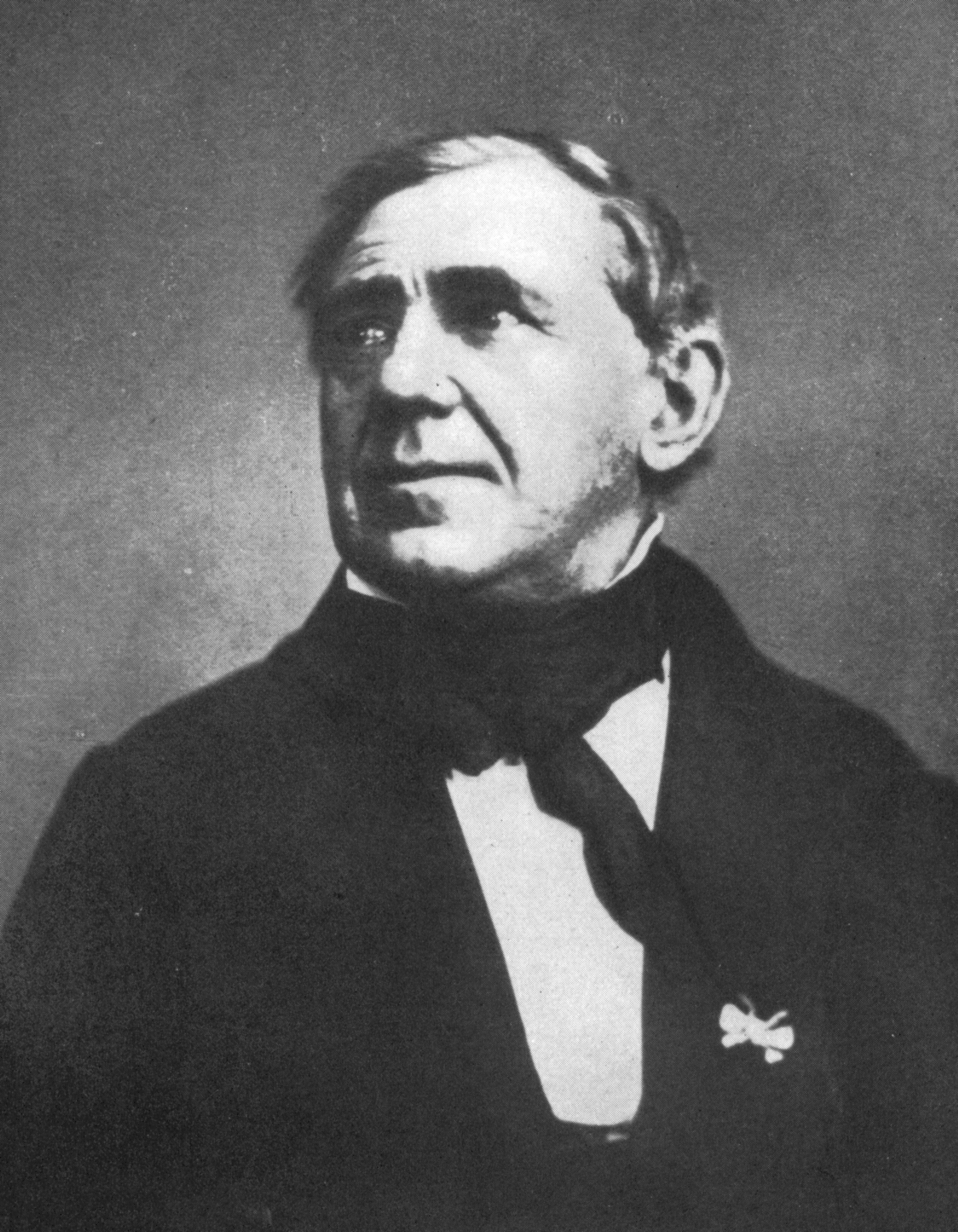
Gustav Adolph Linke, 1859

Gustav Adolph Linke (* 23. April 1798 in Treptow an der Rega; † 5. Mai 1867 in Berlin) war ein deutscher Architekt, preußischer Baubeamter und Hochschullehrer. 

## Laufbahn
Nach einer Feldmesser-Lehre studierte Gustav Adolph Linke 1822 und 1823 an der Berliner Bauakademie und war anschließend als Baukondukteur in Berlin tätig. Als Wegebaukondukteur legte er 1828 das Staatsexamen im Regierungsbezirk Köslin ab und wirkte dort anschließend als Landbaumeister. Von 1831 bis 1848 lehrte er an der Berliner Bauakademie die Gebiete Baukonstruktionslehre, Wasserbaukunde, Wegebau, Cameralbau, Veranschlagung und Bauführung und von 1838 bis 1850 am Gewerbeinstitut Berlin Bau- und Maschinenkonstruktionslehre. 1839 wurde er zum Baurat, 1846 zum Oberbaurat ernannt. Von 1846 bis 1854 war er Mitglied der preußischen Oberbaudeputation und arbeitete danach im preußischen Ministerium für Handel, Gewerbe und öffentliche Arbeiten. 1858 wurde er zum Geheimen Oberbaurat, später zum Ministerialrat ernannt. Beerdigt wurde er auf dem Alten St.-Matthäus-Kirchhof in (Berlin-)Schöneberg.

## Bauten
- 1834–1836: Wohnhaus Potsdamer Straße 120 (ab 1937 Nr. 51/53) in Berlin, Schöneberger Vorstadt (nicht erhalten)
- 1855–1857: Villa Lehmann in Berlin, unter Friedrichsvorstadt (Tiergartenviertel), Sigismundstraße 4 (nicht erhalten)[1]
- 1860–1862: Villa von der Heydt in Berlin, untere Friedrichsvorstadt (Tiergartenviertel), Von-der-Heydt-Straße 16/17/18 / Herkulesufer (gemeinsam mit Hermann Ende; 1976–1980 restauriert; unter Denkmalschutz)[2]